# Carl Neumann (konsthistoriker)
Carl Neumann, född den 1 juni 1860 i Mannheim, död den 9 oktober 1934 i Frankfurt, var en tysk konstforskare och historiker.
Neumann blev filosofie doktor i Heidelberg 1882. Efter habilitation där och ett vikariat i Göttingen blev han 1904 professor vid universitetet i Kiel, där han stannade till 1911, då han återvände till Heidelberg. Han blev emeritus 1929.
Neumann utgav en studie över San Marco in Venedig, förde i Die Kampf um die neue Kunst (2:a upplagan 1897) den moderna riktningens talan och skrev en betydande bok om Rembrandt (1902; 2:a upplagan 1905), som 1906 följdes av Rembrandt und wir.